# Granaria (geslacht)
Granaria is een geslacht van landslakken uit de familie der Chondrinidae.

## Soorten
Het geslacht Granaria omvat de volgende soorten:
- Granaria arabica (Dohrn, 1860)
- Granaria braunii (Rossmässler, 1842)
- Granaria frumentum (Draparnaud, 1801) - typesoort
- Granaria illyrica (Rossmässler, 1835)
- Granaria lapidaria (Hutton, 1849)
- Granaria persica Gittenberger, 1973
- Granaria stabili (Martens, 1865)
- Granaria variabilis (Draparnaud, 1801)